# Chiloscyllium hasseltii
Espèce
Répartition géographique
Chiloscyllium hasseltii est une espèce de requin.